# Уэст-Пойнт (Фолклендские острова)
Уэст-Пойнт (англ. West Point Island, исп. Isla Remolinos) — остров в составе архипелага Фолклендских островов, который находится в южной части Атлантического океана.
Расположен к северо-западу от острова Западный Фолкленд. Составляет примерно 6 км в длину и 4 км в ширину. Площадь острова — 12,55 км². Высшая точка — гора Мизери, высота которой составляет 369 м над уровнем моря. Западное побережье представлено отвесными скалами, которые достигают 350 м в высоту. В северо-восточной части острова находится поселение Уэст-Пойнт и взлётно-посадочная полоса длиной 640 м.
Уэст-Пойнт используется как пастбище для овец. Организация BirdLife International определяет группу островов Уэст-Пойнт как ключевую орнитологическую территорию.